# 埃斯基爾
埃斯基爾是土耳其的城鎮，由阿克薩賴省負責管轄，位於該國中部，面積1,369平方公里，海拔高度932米，主要經濟活動有農業和畜牧業，2011年人口17,599。

## 外部連結
- District governor's official website （页面存档备份，存于） （土耳其文）
- District municipality's official website （页面存档备份，存于） （土耳其文）
- Aksaray governor's office（页面存档备份，存于） （土耳其文） / （英文） / （法文）
- Map of Eskil district
- Eskil Television and Radio Eskil （英文） / （土耳其文）

38°24′06″N 33°24′47″E / 38.40167°N 33.41306°E